# Kołacz (Połczyn-Zdrój)

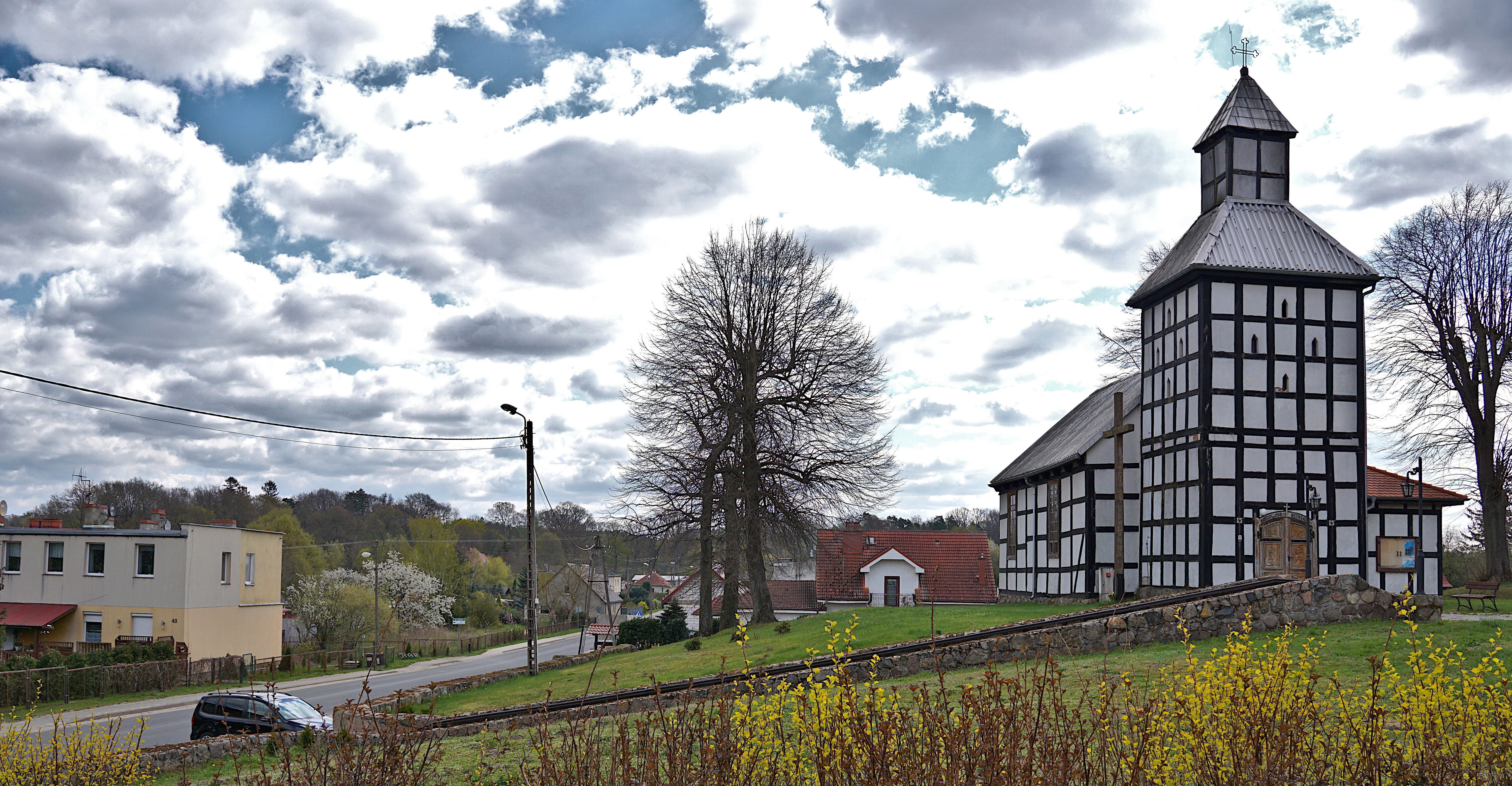
Blick über das Dorf

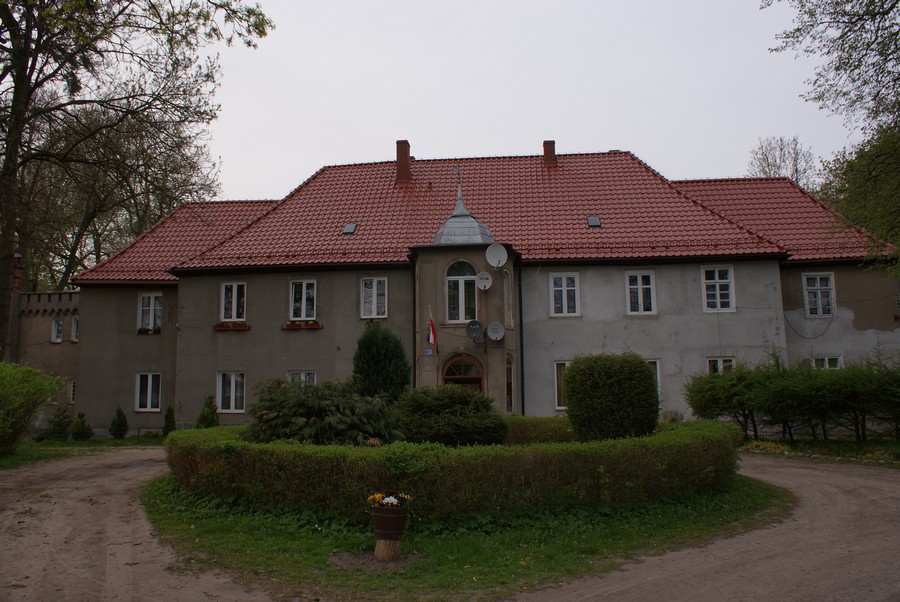
Ehemaliges Gutshaus

Kołacz (deutsch Kollatz, auch Collatz) ist ein Dorf in der polnischen Woiwodschaft Westpommern. Es gehört zur Landgemeinde (gmina wiejska) Połczyn-Zdrój (Bad Polzin) im Powiat Świdwiński.

## Geographische Lage
Kołacz liegt sechs Kilometer östlich von Połczyn-Zdrój an einer Nebenstraßenverbindung von Połczyn-Zdrój über Ogartowo (Jagertow) nach Krosino (Groß Krössin). Die östliche Gemeindegrenze ist zugleich die Grenze zwischen dem Powiat Świdwiński und dem Powiat Szczecinecki, und im Westen begrenzt die Dębnica (Damitz) das Dorf. Kołacz war bis 2001 Bahnstation an der Strecke Świdwin (Schivelbein) – Barwice (Bärwalde).

## Geschichte
Ursprünglich bestand Kollatz aus einem Rittergut und einem Bauerndorf. Jahrhundertelang war es ein von Manteuffelsches Lehen, bis es letztlich in den Besitz dieser Familie überging. Zu diesem Besitz gehörte auch das Gut Neu Kollatz (heute polnisch: Kołaczek). Die Vorwerke Heide, Kirchdorf, Sophienhof, Mühlenkrug, Waldhof und Nemrin (Niemierzyno) gehörten ebenfalls zu Kollatz.
Im Jahre 1863 hatte die Gemeinde 503 Einwohner mit 59 Feuerstellen, 1939 wurden 805 Einwohner in 195 Haushaltungen gezählt. Außer dem Gut und mehreren landwirtschaftlichen Betrieben gab es eine Gutsbrennerei und ein Sägewerk. Eine Tischlerei, eine Schmiede, ein Bauunternehmen und eine Schuhmacherei waren selbständige handwerkliche Betriebe. Daneben gab es noch einen Gemischtwarenladen, eine Stellmacherei, einen Gasthof, ein Postamt, eine Grundschule und eine Revierförsterei.
Bis 1945 gehörte Kollatz zum Kreis Belgard. Der Ort war ein eigener Amts- und Standesamtsbezirk im Amtsgerichtsbereich Bad Polzin. Letzter Bürgermeister war Max Marquardt, letzter Amtsvorsteher Albert Zamzow, und letzter Standesbeamter Artur Zaske. Am 4. März 1945 unternahm die Dorfbevölkerung einen erfolglosen Fluchtversuch. Am 5. März 1945 besetzten Truppen der Roten Armee das Dorf. Die Brennerei ging in Flammen auf, und zahlreiche Häuser und Scheunen wurden durch Beschuss zerstört. Das Dorf kam Infolge des Zweiten Weltkrieges zu Polen, und im November 1945 begann die Vertreibung der deutschen Bevölkerung.
Heute ist Kołacz ein Ortsteil der Landgemeinde Połczyn-Zdrój.

## Kirche

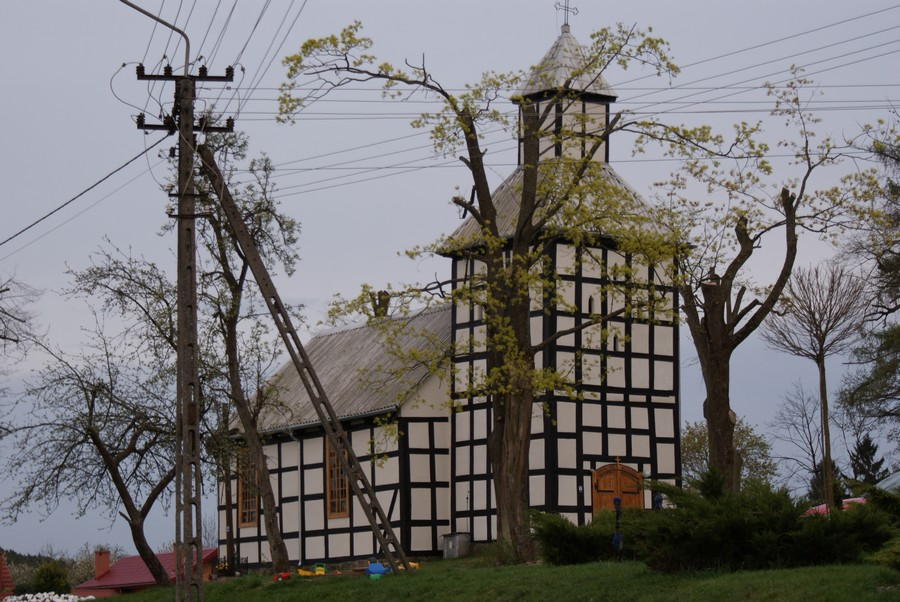
Kirche in Kołacz

Kołacz hat eine eigene Kirche, die 1750 durch Heinrich v. Manteuffel errichtet wurde. Sie steht anstelle der vor 1496 durch Engelke und Gerdt von Manduvel errichteten Kirche, die ebenso wie das Dorf, durch Brand verwüstet war. Auf den Emporenbrüstungen waren zahlreiche (mind. 18) Familienwappen der Frauen, die in den vergangenen Jahrhunderten in die Familie von Manteuffel eingeheiratet hatten. 1987 wurde die Kirche vollständig restauriert, allerdings fehlen nach wie vor die Orgel, die Wappenempore, das gesamte Gestühl, sowie der Altar.
Kollatz war bis 1945 eine eigene Kirchengemeinde und Tochtergemeinde im Kirchspiel Groß Poplow (heute: Popielewo). Sie gehörte zum Kirchenkreis Belgard der Kirchenprovinz Pommern in der evangelischen Kirche der Altpreußischen Union. Kirchenpatronin war zuletzt Marie von Manteuffel. Letzter deutscher Pfarrer war Martin Vedder, der, zum Kriegsdienst gezogen, seit 1944 auf der Krim vermisst wurde.
Heute gehört Kołacz zur Parochie Koszalin (Köslin) der polnischen evangelischen Kirche Augsburgischen (lutherischen) Bekenntnisses. Kirchort ist Świdwin (Schivelbein). Die Dorfkirche wird von den Katholiken als Gotteshaus benutzt und gilt als Sehenswürdigkeit in der Region.

## Persönlichkeiten
- Heinrich von Manteuffel (1696–1778), preußischer Generalleutnant, lebte nach seiner Dienstzeit auf seinem Gut Collatz